# Brontispa minor
Brontispa minor es un coleóptero de la familia Chrysomelidae.
Fue descrita científicamente por primera vez en 1957 por Gressitt.